# Ботшабело
Ботшабело — город в провинции Мпумаланга (ЮАР). Город возник на месте миссионерской станции, основанной Александром Меренским из Берлинского миссионерского общества.

## История
Город был основан в феврале 1865 года на территории тогдашней республики Трансвааль. Берлинское миссионерское общество обеспечивало школьное образование и распространяло Евангелие на родном для местных жителей языке.
В 1913 году в Ботшабело родился Джерард Секото, известный художник.

## Достопримечательности
- Форт Меренский
- Миссионерская церковь в Ботшабело

## Известные люди
- Джерард Секото
- Эстер Малангу
- Ганс Меренски